# 세실리아 어헌
세실리아 어헌(Cecelia Ahern, 1981년 9월 30일 ~ )은 아일랜드의 소설가이다.